# Vrbaská bánovina

Vrbaská bánovina na mapě meziválečné Jugoslávie

Vrbaská bánovina nebo Vrbaský Banát (srbochorvatsky Vrbaska banovina / Врбаска бановина), byla provincie (bánovina) Království Jugoslávie v letech 1929 až 1941. Pojmenována byla podle řeky Vrbas skládala se převážně z území v západní Bosně (část historické a dnešní Bosny a Hercegoviny) s hlavním městem Banja Luka. Okres Dvor v dnešním Chorvatsku byl také součástí Vrbaské Bánoviny.
Populace Vrbaské Bánoviny v roce 1931 byla 1 037 382 obyvatel. Nejpočetnějšími náboženskými skupinami byli pravoslavní křesťané s 600 529 (58 %) obyvateli, dále muslimové s 250 265 (24 %) obyvateli a nakonec římští katolíci se 172 787 (17 %) obyvateli.